# Brennabor Juwel 8
Der Brennabor Juwel 8 3,5 Liter ist ein Pkw der Oberklasse, den die Brennabor-Werke 1930 zusätzlich zum kleineren Modell Juwel 6 herausbrachten.
Das Fahrzeug hatte einen 8-Zylinder-SV-Reihenmotor mit 3,4 Litern Hubraum vorne eingebaut. Er entwickelte 60 PS bei 3200/min. Über eine Einscheibentrockenkupplung und ein 3-Gang-Getriebe mit Schalthebel in der Wagenmitte trieb er die Hinterräder an. Die Wagen mit U-Profil-Pressstahl-Rahmen hatten Starrachsen mit halbelliptischen Längsblattfedern (an der Hinterachse in Underslung-Version) und waren als 4-türige Limousine mit 4 Sitzen oder 4-türige Pullman-Limousine mit 6 Sitzen verfügbar. Die mechanische Fußbremse wirkte auf alle 4 Räder, die Handbremse auf die Hinterräder.
Insgesamt entstanden bis 1932 ca. 100 Juwel 8.

## Technische Daten
| Typ                   | Juwel 8 (14/60 PS)         |
| Bauzeitraum           | 1930–1932                  |
| Aufbauten             | L4, PL4                    |
| Motor                 | 8 Zyl. Reihe 4 Takt        |
| Ventile               | stehend (SV)               |
| Bohrung × Hub         | 74 mm × 100 mm             |
| Hubraum               | 3417 cm³                   |
| Leistung (PS)         | 60                         |
| Leistung (kW)         | 44                         |
| bei Drehzahl (1/min.) | 3200                       |
| Drehmoment (Nm)       |                            |
| bei Drehzahl (1/min.) |                            |
| Verdichtung           | 5,4 : 1                    |
| Verbrauch             | 15 l / 100 km              |
| Getriebe              | 3 Gang mit Mittelschaltung |
| Höchstgeschwindigkeit | 100 km/h                   |
| Leergewicht           | 1500 kg                    |
| Zul. Gesamtgewicht    | 2000 kg                    |
| Elektrik              | 2 × 6 Volt                 |
| Länge                 | 4300 mm                    |
| Breite                | 1630 mm                    |
| Höhe                  | 1800 mm                    |
| Radstand              | 3050 mm                    |
| Spur vorne / hinten   | 1340 mm / 1340 mm          |
| Wendekreis            |                            |
| Reifen                | 5,50-18"                   |

- L4 = 4-türige Limousine
- PL4 = 4-türige Pullman-Limousine